# Fußball-Amateurliga Schleswig-Holstein 1954/55
Die Amateurliga Schleswig-Holstein wurde zur Saison 1954/55 das achte Mal ausgetragen und bildete bis zur Saison 1962/63 den Unterbau der erstklassigen Oberliga Nord. Bis 1954 hieß sie Landesliga Schleswig-Holstein. Die beiden erstplatzierten Mannschaften durften an der Aufstiegsrunde zur erstklassigen Oberliga Nord teilnehmen, die Mannschaften auf den drei Plätzen mussten in die 2. Amateurliga absteigen.

## Vereine
Im Vergleich zur Saison 1953/54 veränderte sich die Zusammensetzung der Liga folgendermaßen: Keine Mannschaft aus Schleswig-Holstein war in die Oberliga Nord aufgestiegen, der VfB Lübeck war nach zwei Jahren wieder aus der Oberliga Nord abgestiegen. Die beiden Absteiger Fortuna Glückstadt und Schleswig 06 hatten die Landesliga verlassen und wurden durch die drei Aufsteiger FC Union Neumünster, Union-Teutonia Kiel und 1. FC Lola ersetzt. Die Liga wurde dadurch auf 18 Mannschaften aufgestockt.
| Verein               | Stadt           | Kreis              | Qualifikation                       |
| -------------------- | --------------- | ------------------ | ----------------------------------- |
| VfB Lübeck           | Lübeck          |                    | Absteiger aus der Oberliga Nord     |
| Itzehoer SV          | Itzehoe         | Steinburg          | Meister 1953/54                     |
| Heider SV            | Heide           | Norderdithmarschen | 2. Platz 1953/54                    |
| LBV Phönix           | Lübeck          |                    | 3. Platz 1953/54                    |
| VfR Neumünster       | Neumünster      |                    | 4. Platz 1953/54                    |
| Flensburg 08         | Flensburg       |                    | 5. Platz 1953/54                    |
| SV Friedrichsort     | Kiel            |                    | 6. Platz 1953/54                    |
| ATSV Lübeck          | Lübeck          |                    | 7. Platz 1953/54                    |
| TSV Lägerdorf        | Lägerdorf       | Steinburg          | 8. Platz 1953/54                    |
| VfB Kiel             | Kiel            |                    | 9. Platz 1953/54                    |
| TSV Brunsbüttelkoog  | Brunsbüttelkoog | Süderdithmarschen  | 10. Platz 1953/54                   |
| Gut-Heil Neumünster  | Neumünster      |                    | 11. Platz 1953/54                   |
| Eckernförder SV      | Eckernförde     | Eckernförde        | 12. Platz 1953/54                   |
| FC Holstein Segeberg | Bad Segeberg    | Segeberg           | 13. Platz 1953/54                   |
| FC Kilia Kiel        | Kiel            |                    | 14. Platz 1953/54                   |
| FC Union Neumünster  | Neumünster      |                    | Aufsteiger aus der Bezirksliga Ost  |
| Union-Teutonia Kiel  | Kiel            |                    | Aufsteiger aus der Bezirksliga Ost  |
| 1. FC Lola           | Hohenlockstedt  | Steinburg          | Aufsteiger aus der Bezirksliga West |

## Saisonverlauf
Die Meisterschaft und damit die Teilnahme an der Aufstiegsrunde sicherte sich der VfB Lübeck. Als Zweitplatzierter durfte der VfR Neumünster ebenfalls teilnehmen. Neumünster erreichte in der Aufstiegsrunde den Aufstieg in die Oberliga Nord.
Der Heider SV vertrat den Schleswig-Holsteinischen Fußballverband bei der deutschen Amateurmeisterschaft 1955, in der er sich in der Vorrunde gegen Eintracht Braunschweig Amateure, Blumenthaler SV und TSV Uetersen durchsetzen konnte, im Halbfinale aber gegen den späteren Sieger Sportfreunde Siegen ausschied.

### Tabelle
| Pl. | Verein                  | Sp. | S  | U | N  | Tore    | Quote | Punkte |
| --- | ----------------------- | --- | -- | - | -- | ------- | ----- | ------ |
| 1.  | VfB Lübeck (A)          | 34  | 26 | 5 | 3  | 086:270 | 3,19  | 57:11  |
| 2.  | VfR Neumünster          | 34  | 25 | 4 | 5  | 113:310 | 3,65  | 54:14  |
| 3.  | Heider SV               | 34  | 24 | 6 | 4  | 092:300 | 3,07  | 54:14  |
| 4.  | LBV Phönix              | 34  | 19 | 7 | 8  | 102:490 | 2,08  | 45:23  |
| 5.  | Itzehoer SV (M)         | 34  | 18 | 8 | 8  | 099:540 | 1,83  | 44:24  |
| 6.  | Flensburg 08            | 34  | 19 | 3 | 12 | 092:640 | 1,44  | 41:27  |
| 7.  | TSV Brunsbüttelkoog     | 34  | 14 | 7 | 13 | 078:690 | 1,13  | 35:33  |
| 8.  | FC Kilia Kiel           | 34  | 16 | 3 | 15 | 074:800 | 0,93  | 35:33  |
| 9.  | SV Friedrichsort        | 34  | 15 | 4 | 15 | 065:630 | 1,03  | 34:34  |
| 10. | Eckernförder SV         | 34  | 14 | 6 | 14 | 063:740 | 0,85  | 34:34  |
| 11. | TSV Lägerdorf           | 34  | 13 | 4 | 17 | 073:820 | 0,89  | 30:38  |
| 12. | 1. FC Lola (N)          | 34  | 10 | 7 | 17 | 059:810 | 0,73  | 27:41  |
| 13. | VfB Kiel                | 34  | 10 | 5 | 19 | 052:800 | 0,65  | 25:43  |
| 14. | Gut-Heil Neumünster     | 34  | 8  | 8 | 18 | 047:820 | 0,57  | 24:44  |
| 15. | Union-Teutonia Kiel (N) | 34  | 10 | 4 | 20 | 048:910 | 0,53  | 24:44  |
| 16. | ATSV Lübeck             | 34  | 9  | 3 | 22 | 058:920 | 0,63  | 21:47  |
| 17. | FC Holstein Segeberg    | 34  | 5  | 8 | 21 | 038:720 | 0,53  | 18:50  |
| 18. | FC Union Neumünster (N) | 34  | 2  | 6 | 26 | 033:153 | 0,22  | 10:58  |

| (M) | Meister der Landesliga Schleswig-Holstein 1953/54        |
| (A) | Absteiger aus der Oberliga Nord 1953/54                  |
| (N) | Aufsteiger in die Amateurliga Schleswig-Holstein 1954/55 |

## Aufstiegsrunde zur Amateurliga Schleswig-Holstein 1955/56
An der Aufstiegsrunde nahmen die Meister der sechs Staffeln der 2. Amateurliga teil.
| Pl. | Verein                                                    | Sp. | S | U | N | Tore    | Punkte |
| --- | --------------------------------------------------------- | --- | - | - | - | ------- | ------ |
| 1.  | TSV Kücknitz (2. Amateurliga Süd, Staffel Nord)           | 5   | 4 | 0 | 1 | 011:400 | 08:20  |
| 2.  | Holstein Kiel Amateure (2. Amateurliga Ost, Fördestaffel) | 5   | 4 | 0 | 1 | 018:120 | 08:20  |
| 3.  | VfL Bad Schwartau (2. Amateurliga Süd, Staffel Süd)       | 5   | 3 | 0 | 2 | 011:110 | 06:40  |
| 4.  | Husum 18 (2. Amateurliga Nord)                            | 5   | 2 | 0 | 3 | 011:800 | 04:60  |
| 5.  | Olympia Neumünster (2. Amateurliga Ost, Eiderstaffel)     | 5   | 2 | 0 | 3 | 010:100 | 04:60  |
| 6.  | MTSV Hohenwestedt (2. Amateurliga West)                   | 5   | 0 | 0 | 5 | 005:210 | 0:10   |